# Hibakusha
Hibakusha (被爆者?) es un término japonés que significa ‘persona bombardeada’ (de hibaku (被爆?), forma pasiva de baku (爆 bomba o bombardear?) y de sha (者 persona?)) y con el que se designa a los supervivientes de los bombardeos nucleares a civiles en las ciudades de Hiroshima y Nagasaki en agosto de 1945 por parte de la fuerza aérea de Estados Unidos tras la aprobación del presidente Harry S. Truman.
Oficialmente hay más de 360.000 hibakusha de los cuales la mayoría, antes o después, han sufrido desfiguraciones físicas y otras enfermedades provocadas por la radiación tales como cáncer y deterioro genético.
Asimismo, es característico de los hibakusha un continuo temor ante la incertidumbre de su muerte. Al dolor físico y psicológico, hay que añadir también el factor de rechazo social, puesto que con frecuencia sufren discriminaciones de sus conciudadanos, ya que, debido a la falta de conocimientos sobre las enfermedades relacionadas con la radiación, algunas personas piensan que son congénitas o incluso contagiosas. Esto a pesar del hecho de que no hay un aumento estadísticamente demostrable de malformaciones congénitas entre los niños concebidos por los supervivientes de los bombardeos. Las mujeres supervivientes de Hiroshima y Nagasaki que podían concebir y que estuvieron expuestas a cantidades significativas de radiación, tuvieron hijos sin mayor número de anomalías que la media japonesa.
Nihon Hidankyo es un grupo formado por hibakushas en 1956 con la meta de presionar al gobierno japonés para mejorar el apoyo a las víctimas y formar un lobby gubernamental para la abolición de armas nucleares.
Un importante estudio a cargo de Robert Jay Lifton acerca de los hibakusha acuñó el concepto de anestesia psíquica (psychic numbing) para dar cuenta de la defensa psicológica general que se genera un hibakusha.